# Моноиодацетат натрия
Моноиодацетат натрия — органическое соединение, соль натрия и моноиодуксусной кислоты с химической формулой C2H2INaO2.
Моноиодуксусная кислота и её соли являются сильными метаболическими ядами. Моноиодацетат необратимо связывается с группой -SH цистеина и тем самым нарушает активность ферментов в метаболических путях, например, прерывает гликолиз.

## Получение
Соединение, не загрязненное ионами галогена, можно получить из  монохлоруксусной кислоты и  иодида натрия в среде ацетона с последующим подщелачиванием до pH 6.8 раствором гидроксида натрия. Выход реакции около 91 %.